# フルクトース-6-リン酸
フルクトース-6-リン酸（フルクトース-6-リンさん、Fructose 6-phosphate、F6P）とは、6位の炭素がリン酸化したフルクトース分子のことである。β-Ｄ型の分子は細胞中に多量に存在する。細胞に取り込まれたグルコースとフルクトースの大部分はこの形に変換される。別名のノイベルグエステルは、ドイツの生化学者カール・ノイベルグにちなんでいる。

## 歴史
1918年、カール・ノイベルグは当時ハーデン-ヤングエステルと呼ばれたフルクトース-2,6-ビスリン酸の緩い酸加水分解によってある物質が生成することを見出した。この物質は後にF6Pであると同定された。

## 解糖系
F6Pは解糖系に登場し、グルコース-6-リン酸の異性化によって作られる。これは後にフルクトース-1,6-ビスリン酸に変換される。

## 異性体
F6Pの異性体のうち、生理活性を持つのはβ-D型のみである。F6Pにはこの他にも、フルクトースの異性体に対応する多くの異性体が存在する。